# مصدر حراري للأغراض العامة

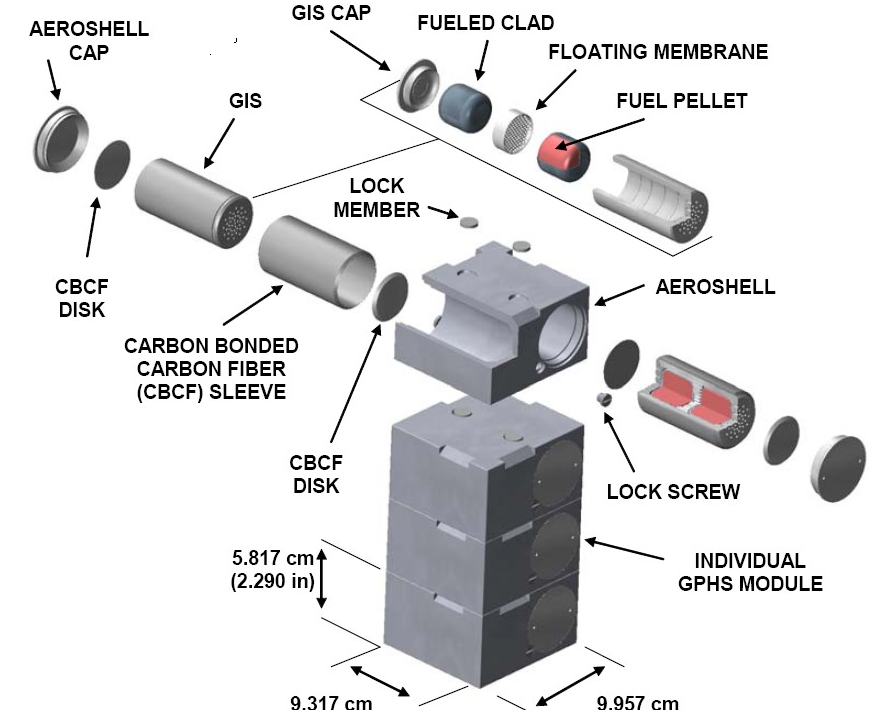
منظر مجزأ لمجموعة من وحدات مصدر الحرارة للأغراض العامة.

مصدر حراري للأغراض العامة هو مصدر حراري مشع مصمم من قبل وزارة الطاقة الأمريكية لمولدات النظائر المشعة الكهروحرارية (RTG) أو مولدات النظائر المشعة (SRG). وهو مخصص للتطبيقات الفضائية .

## مميزات
ينتج المصدر الحراري للأغراض العامة ( GPHSs ) من بطارية من ثاني أكسيد البلوتونيوم 238 . تبلغ درجة حرارة كل وحدة أكثر من 600 درجة مئوية وينتج 250 واط وقت التصنيع. أبعادة 9.948 سم عرض x 9.32 سم طول× 5.82 سم ارتفاع ويزن 1.44 كلغ.

## سلامة
تصميم لمصدر الحراري للأغراض العامة ( GPHSs ) يراعي السلامة فتستخدم كريات ثاني أكسيد البلوتونيوم 238 المكسوة بالإيريديوم ويتم منع جزيئات ألفا المتولدة بواسطة كسوة الإيريديوم ، وبالتالي لا داعي للحماية من الإشعاع. ويتم تغليف الكريات داخل طبقات متداخلة من مادة قائمة مكونة من الكربون وتوضع داخل غلاف هوائي لتشكيل الوحدة الكاملة.
يمكن للوحدات أن تتحمل الظروف القاسية بما في ذلك انفجار منصة الإطلاق أو إعادة الدخول للغلاف الجوي بسرعة عالية. وتتتم إجراءات اختبارات السخونة الزائدة والصدمات على عدة نماذج من الوحدات. 

## الاستخدامات
تستخدم المصدر الحراري للأغراض العامة ( GPHSs ) من هذا النموذج ، أو ما شابه ذلك مثل بطاريات مصدر الحرارة للأغراض العامة- مولد النظائر المشعة الكهروحراري GPHS-RTGs في مشاريع كاسيني-هويجنز ونيو هورايزونز ومسبار جاليليو ومسبار يوليوس . ويتم استخدامها في المولد الكهروحراري للنظائر المشعة متعدد المهام ، كما هو مستخدم في مختبر علوم المريخ كما أنها تستخدم في مولد النظائر المشعة المتقدم ستيرلنغ .

## مراحل التجمع

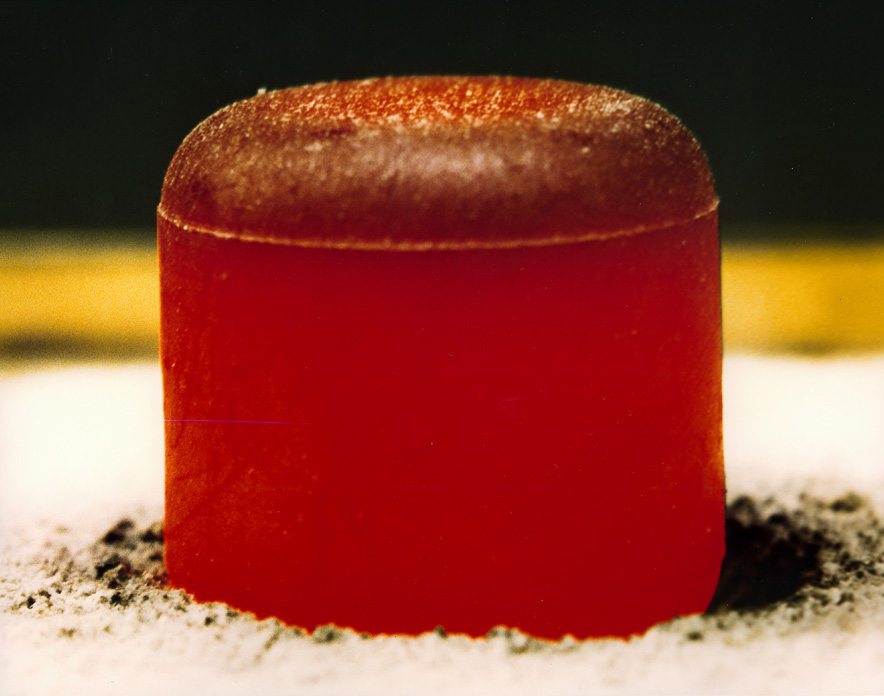
أسطوانة البلوتونيوم.
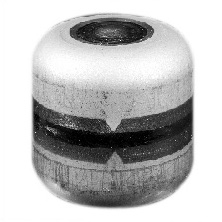
أسطوانة البلوتونيوم داخل كسوة الإيريديوم.
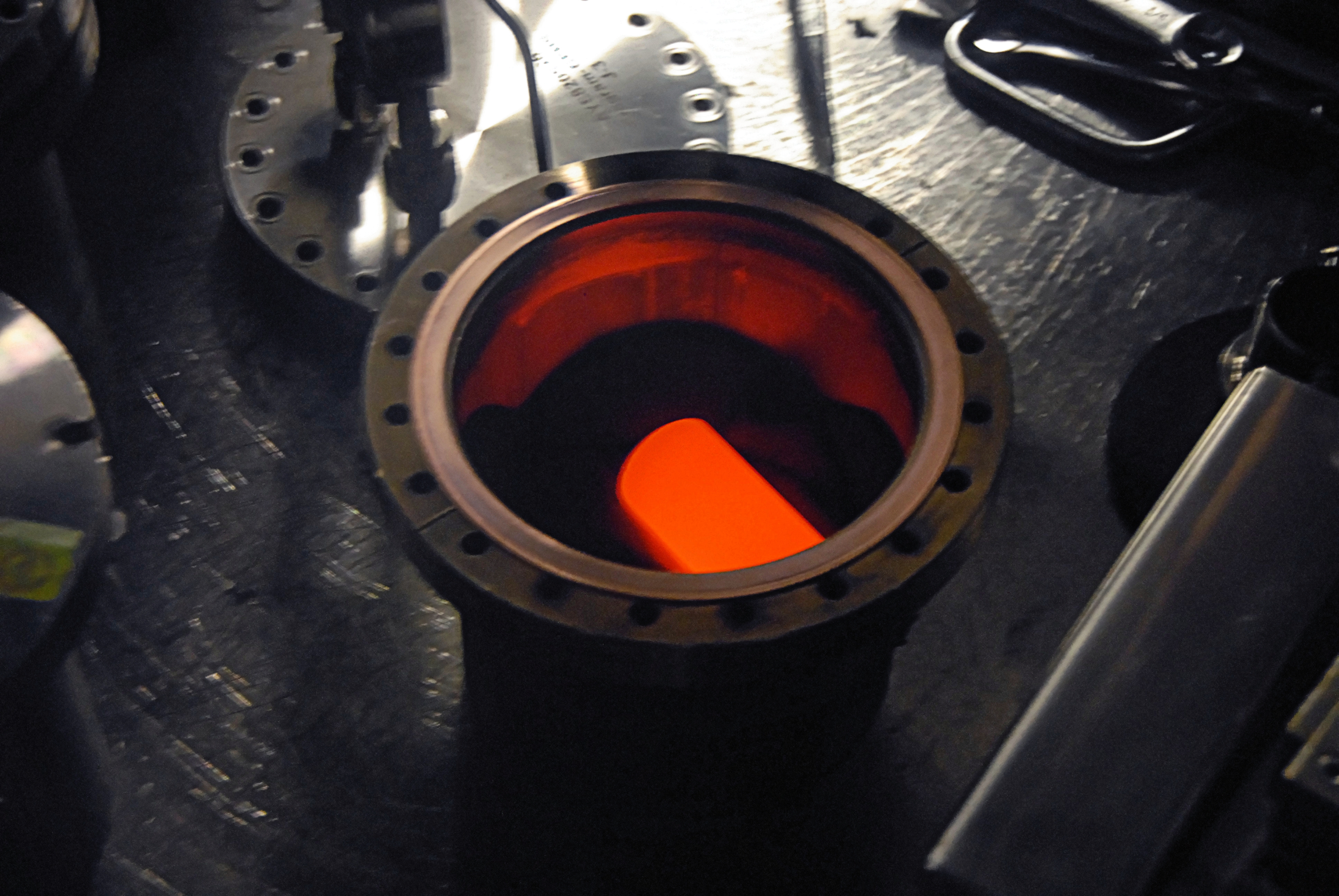
تجميع قذيفة تأثير الجرافيت.
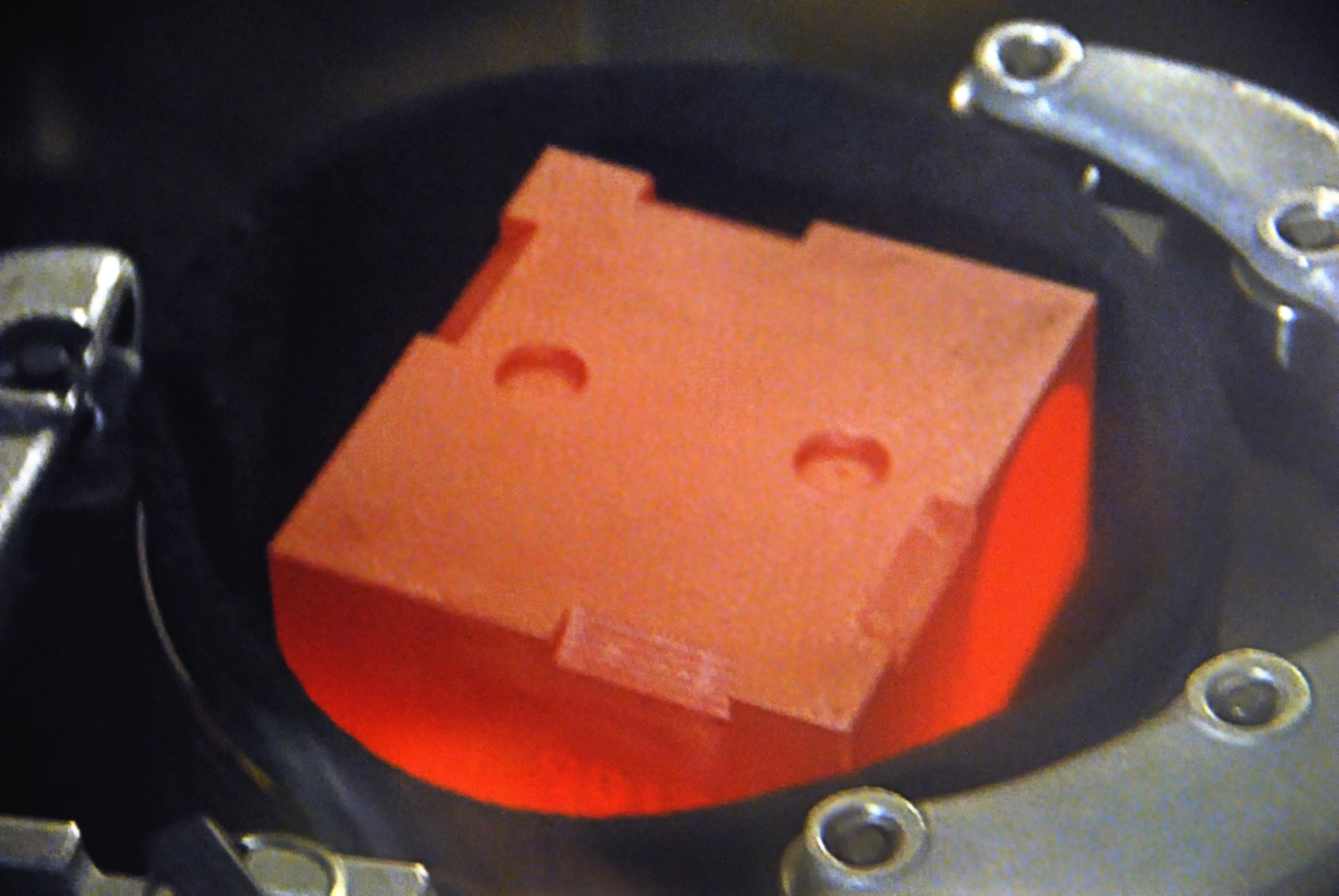
وحدة مجمعة.

## روابط خارجية
- موقع ويب NASA لأنظمة الطاقة بالنظائر المشعة - نظرة عامة على GPHS نسخة محفوظة 20 مارس 2012 على موقع واي باك مشين.